# Mark Bavis
Mark Bavis (Roslindale, 13 de marzo de 1970-Nueva York, 11 de septiembre de 2001) era un jugador de la American Hockey League. Nacido en Roslindale, Massachusetts, el 13 de marzo de 1970, comenzó su carrera jugando al hockey en el equipo de la Universidad de Boston.
Después de graduarse, jugó para los Providence Bruins y los South Carolina Stingrays en la liga de hockey estadounidense. También fue explorador para Los Angeles Kings.
Murió a bordo del Vuelo 175 de United Airlines durante los Atentados del 11 de septiembre de 2001. Como homenaje, una fundación lleva su nombre, la Mark Bavis Leadership Foundation.